# 399 (číslo)
Tři sta devadesát devět je přirozené číslo. Následuje po číslu tři sta devadesát osm a předchází číslu čtyři sta. Římskými číslicemi se zapisuje CCCXCVIX, CCCXCVIC nebo ICD a řeckými číslicemi τϟθ.

## Matematika
399 je:
- Deficientní číslo
- Složené číslo
- Nešťastné číslo

## Astronomie
- (399) Persephone je planetka hlavního pásu, kterou objevil v roce 1895 Max Wolf

## Roky
- 399
- 399 př. n. l.